# محمد الفیلالی
محمد الفیلالی (عربی: محمد الفيلالي؛ زادهٔ ۹ ژوئیهٔ ۱۹۴۵) بازیکن سابق فوتبال اهل مراکش است.

## تیم ملی
وی عضو تیم ملی فوتبال مراکش در جام جهانی فوتبال ۱۹۷۰ بوده است.